# Jens Petter Hauge
Jens Petter Hauge (Bodø, 12 ottobre 1999) è un calciatore norvegese, attaccante del Bodø/Glimt e della nazionale norvegese.

## Caratteristiche tecniche
È un'ala sinistra, che può essere impiegato anche come ala destra o trequartista, il suo piede forte è il destro, è dotato di rapidità e di un notevole cambio di passo, qualità che gli consentono di saltare l'avversario con facilità. Dispone inoltre di un buon tiro dalla distanza e di una discreta precisione nel fornire passaggi e assist. Si trova a proprio agio quando riceve palla negli ultimi metri piuttosto che a metà campo.

## Carriera

### Club

#### Gli inizi
Hauge cresce nelle giovanili del Bodø/Glimt. Esordisce in prima squadra il 13 aprile 2016, subentrando a Fitim Azemi nella vittoria per 6-0 sul campo del Fløya nella sfida valida per il primo turno del Norgesmesterskapet; sigla una tripletta nella porzione di partita giocata.
Il 23 aprile 2016 debutta in Eliteserien, sostituendo Thomas Jacobsen nella sconfitta per 2-0 patita sul campo dello Strømsgodset. L'8 luglio successivo trova la prima rete nella massima divisione locale, nella vittoria per 4-1 arrivata in casa dello Start. Al termine di quella stessa stagione, il Bodø/Glimt retrocede in 1. divisjon. Rimasto in squadra per il campionato 2017 ha poi contribuito all'immediata promozione in Eliteserien del Bodø/Glimt. Il 12 maggio 2017 Hauge ha prolungato il contratto che lo legava al club fino al 31 dicembre 2019.
Dopo aver cominciato la stagione 2018 con il Bodø/Glimt, in data 15 agosto è stato ceduto in prestito all'Aalesund, in 1. divisjon. Il 19 agosto ha giocato la prima partita con questa maglia, quando ha sostituito Aron Þrándarson nel pareggio per 2-2 arrivato in casa del Tromsdalen. È tornato al Bodø/Glimt per il campionato 2019. Il 15 gennaio 2020 ha ulteriormente prolungato il contratto con il club fino al 31 dicembre 2021.
Nell'estate 2020 debutta in Europa League nel match valido per il primo turno di qualificazione per la fase a gironi contro i lituani del Kauno Žalgiris, realizzando una doppietta nel 6-1 finale. Dopo aver giocato nel turno seguente contro un'altra lituana, lo Žalgiris, questa volta senza segnare, Hauge realizza un gol e un assist nel terzo turno a San Siro contro il Milan, sua futura squadra, che lo acquisterà proprio dopo la brillante prestazione con gol ed assist allo stadio San Siro di Milano.

#### Milan
Il 1º ottobre 2020 viene ceduto per circa 5 milioni di euro al Milan con cui firma un contratto quinquennale. Fa il suo esordio in Serie A tre giorni dopo, subentrando a gara in corso nella partita vinta per 3-0 contro lo Spezia a San Siro. Il 22 ottobre realizza la prima rete con i rossoneri nei minuti di recupero della partita della fase a gironi di Europa League vinta per 3-1 contro il Celtic a Glasgow. Il 22 novembre, nella partita vinta in trasferta contro il Napoli, realizza il suo primo gol in Serie A, fissando il punteggio sul 3-1 nei minuti di recupero del secondo tempo. Dopo l'arrivo di Mandžukić a gennaio, Hauge ottiene meno spazio e viene escluso dalla lista UEFA per la fase finale di Europa League, giocando sei partite nel girone di ritorno, l'ultima di queste il 3 aprile 2021 in casa contro la Sampdoria, in cui segna il gol del definitivo 1-1 nel finale.

#### Eintracht Francoforte e prestito al Gent
Il 10 agosto 2021 viene ceduto all'Eintracht Francoforte in prestito con obbligo di riscatto al verificarsi di determinate condizioni. Esordisce il 14 agosto nella prima partita di campionato contro il Borussia Dortmund, trovando la prima rete con la nuova maglia nonostante la sconfitta per 5-2. Il 18 maggio 2022 conquista il primo trofeo internazionale, subentrando in finale di Europa League contro i Rangers, match vinto ai calci di rigore.
Il 28 maggio 2022 viene riscattato dal club tedesco.
Il 16 agosto 2022 seguente viene ceduto al Gent in prestito con diritto di riscatto. Tuttavia coi belgi ha trovato poco spazio e non ha segnato nessun gol.
A fine prestito fa ritorno all'Eintracht, con cui trova poco spazio.

#### Ritorno al Bodø/Glimt
Il 31 gennaio 2024 fa ritorno al Bodø/Glimt con la formula del prestito con diritto di riscatto, valevole sino al 31 dicembre seguente. Il 17 gennaio 2025 viene ufficialmente acquistato a titolo definitivo dal club norvegese.

### Nazionale
Hauge ha rappresentato la Norvegia a livello Under-15, Under-16, Under-17, Under-18, Under-19, Under-20 e Under-21. Con la selezione Under-20 ha partecipato al campionato mondiale 2019, in cui la Norvegia è stata eliminata al termine della fase a gironi.
Il 28 settembre 2020 ha ricevuto la prima convocazione in nazionale maggiore, con cui ha debuttato l'11 ottobre seguente, subentrando nei minuti finali della partita di UEFA Nations League vinta per 4-0 contro la Romania all'Ullevaal Stadion di Oslo.
Il 14 novembre 2024 realizza la sua prima rete in nazionale maggiore nella vittoria in Nations League in casa della Slovenia (1-4).

## Statistiche

### Presenze e reti nei club
Statistiche aggiornate al 10 aprile 2025.
| Stagione                     | Squadra                      | Campionato                   | Campionato | Campionato | Coppe nazionali | Coppe nazionali | Coppe nazionali | Coppe continentali | Coppe continentali | Coppe continentali | Altre coppe | Altre coppe | Altre coppe | Totale | Totale | Totale |
| Stagione                     | Squadra                      | Comp                         | Pres       | Reti       | Comp            | Pres            | Reti            | Comp               | Pres               | Reti               | Comp        | Pres        | Reti        | Pres   | Reti   |        |
| ---------------------------- | ---------------------------- | ---------------------------- | ---------- | ---------- | --------------- | --------------- | --------------- | ------------------ | ------------------ | ------------------ | ----------- | ----------- | ----------- | ------ | ------ | ------ |
| 2016                         | Bodø/Glimt                   | ES                           | 20         | 1          | CN              | 4               | 4               | -                  | -                  | -                  | -           | -           | -           | 24     | 5      |        |
| 2017                         | Bodø/Glimt                   | 1D                           | 28         | 2          | CN              | 0               | 0               | -                  | -                  | -                  | -           | -           | -           | 28     | 2      |        |
| mar.-ago. 2018               | Bodø/Glimt                   | ES                           | 11         | 0          | CN              | 4               | 2               | -                  | -                  | -                  | -           | -           | -           | 15     | 2      |        |
| ago.-nov. 2018               | Aalesund                     | 1D                           | 6          | 0          | CN              | 0               | 0               | -                  | -                  | -                  | -           | -           | -           | 6      | 0      |        |
| 2019                         | Bodø/Glimt                   | ES                           | 29         | 7          | CN              | 1               | 2               | -                  | -                  | -                  | -           | -           | -           | 30     | 9      |        |
| 2020                         | Bodø/Glimt                   | ES                           | 18         | 14         | -               | -               | -               | UEL                | 3                  | 3                  | -           | -           | -           | 21     | 17     |        |
| 2020-2021                    | Milan                        | A                            | 18         | 2          | CI              | 1               | 0               | UEL                | 5                  | 3                  | -           | -           | -           | 24     | 5      |        |
| 2021-2022                    | Eintracht Francoforte        | BL                           | 26         | 2          | CG              | 0               | 0               | UEL                | 12                 | 1                  | -           | -           | -           | 38     | 3      |        |
| 2022-2023                    | Gent                         | D1                           | 19         | 0          | CB              | 2               | 0               | UEL+UECL           | 2+6                | 0+0                | -           | -           | -           | 29     | 0      |        |
| 2023-gen. 2024               | Eintracht Francoforte        | BL                           | 10         | 0          | CG              | 2               | 0               | UECL               | 5                  | 0                  | -           | -           | -           | 17     | 0      |        |
| Totale Eintracht Francoforte | Totale Eintracht Francoforte | Totale Eintracht Francoforte | 36         | 2          |                 | 2               | 0               |                    | 17                 | 1                  |             | -           | -           | 45     | 3      |        |
| 2024                         | Bodø/Glimt                   | ES                           | 28         | 8          | CN              | 2               | 1               | UECL+UCL+UEL       | 2+6+6              | 0+1+2              | -           | -           | -           | 44     | 12     |        |
| 2025                         | Bodø/Glimt                   | ES                           | 11         | 1          | CN              | 1               | 0               | UEL                | 10                 | 2                  | -           | -           | -           | 22     | 3      |        |
| Totale Bodø/Glimt            | Totale Bodø/Glimt            | Totale Bodø/Glimt            | 145        | 33         |                 | 12              | 9               |                    | 33                 | 9                  |             | -           | -           | 190    | 50     |        |
| Totale carriera              | Totale carriera              | Totale carriera              | 224        | 37         |                 | 17              | 9               |                    | 63                 | 12                 |             | -           | -           | 304    | 58     |        |

### Cronologia presenze e reti in nazionale
| Cronologia completa delle presenze e delle reti in nazionale ― Norvegia | Cronologia completa delle presenze e delle reti in nazionale ― Norvegia | Cronologia completa delle presenze e delle reti in nazionale ― Norvegia | Cronologia completa delle presenze e delle reti in nazionale ― Norvegia | Cronologia completa delle presenze e delle reti in nazionale ― Norvegia | Cronologia completa delle presenze e delle reti in nazionale ― Norvegia | Cronologia completa delle presenze e delle reti in nazionale ― Norvegia | Cronologia completa delle presenze e delle reti in nazionale ― Norvegia |
| Data                                                                    | Città                                                                   | In casa                                                                 | Risultato                                                               | Ospiti                                                                  | Competizione                                                            | Reti                                                                    | Note                                                                    |
| ----------------------------------------------------------------------- | ----------------------------------------------------------------------- | ----------------------------------------------------------------------- | ----------------------------------------------------------------------- | ----------------------------------------------------------------------- | ----------------------------------------------------------------------- | ----------------------------------------------------------------------- | ----------------------------------------------------------------------- |
| 11-10-2020                                                              | Oslo                                                                    | Norvegia                                                                | 4 – 0                                                                   | Romania                                                                 | UEFA Nations League 2020-2021 - 1º turno                                | -                                                                       | 85’                                                                     |
| 24-3-2021                                                               | Gibilterra                                                              | Gibilterra                                                              | 0 – 3                                                                   | Norvegia                                                                | Qual. Mondiali 2022                                                     | -                                                                       | 46’                                                                     |
| 2-6-2021                                                                | Malaga                                                                  | Norvegia                                                                | 1 – 0                                                                   | Lussemburgo                                                             | Amichevole                                                              | -                                                                       | 64’                                                                     |
| 1-9-2021                                                                | Oslo                                                                    | Norvegia                                                                | 1 – 1                                                                   | Paesi Bassi                                                             | Qual. Mondiali 2022                                                     | -                                                                       | 59’                                                                     |
| 4-9-2021                                                                | Riga                                                                    | Lettonia                                                                | 0 – 2                                                                   | Norvegia                                                                | Qual. Mondiali 2022                                                     | -                                                                       | 88’                                                                     |
| 8-10-2021                                                               | Istanbul                                                                | Turchia                                                                 | 1 – 1                                                                   | Norvegia                                                                | Qual. Mondiali 2022                                                     | -                                                                       | 75’                                                                     |
| 11-10-2021                                                              | Oslo                                                                    | Norvegia                                                                | 2 – 0                                                                   | Montenegro                                                              | Qual. Mondiali 2022                                                     | -                                                                       | 46’                                                                     |
| 16-11-2021                                                              | Rotterdam                                                               | Paesi Bassi                                                             | 2 – 0                                                                   | Norvegia                                                                | Qual. Mondiali 2022                                                     | -                                                                       | 46’ 74’                                                                 |
| 5-6-2022                                                                | Solna                                                                   | Svezia                                                                  | 1 – 2                                                                   | Norvegia                                                                | UEFA Nations League 2022-2023 - 1º turno                                | -                                                                       | 89’                                                                     |
| 9-6-2022                                                                | Oslo                                                                    | Norvegia                                                                | 0 – 0                                                                   | Slovenia                                                                | UEFA Nations League 2022-2023 - 1º turno                                | -                                                                       | 81’                                                                     |
| 14-11-2024                                                              | Lubiana                                                                 | Slovenia                                                                | 1 – 4                                                                   | Norvegia                                                                | UEFA Nations League 2024-2025 - 1º turno                                | 1                                                                       | 71’                                                                     |
| 22-3-2025                                                               | Chișinău                                                                | Moldavia                                                                | 0 – 5                                                                   | Norvegia                                                                | Qual. Mondiali 2026                                                     | -                                                                       | 63’                                                                     |
| 25-3-2025                                                               | Debrecen                                                                | Israele                                                                 | 2 – 4                                                                   | Norvegia                                                                | Qual. Mondiali 2026                                                     | -                                                                       | 74’                                                                     |
| Totale                                                                  |                                                                         | Presenze                                                                | 13                                                                      |                                                                         | Reti                                                                    | 1                                                                       |                                                                         |

## Palmarès

### Club

#### Competizioni nazionali
- Campionato norvegese: 1

Bodø/Glimt: 2024

#### Competizioni internazionali
- UEFA Europa League: 1

Eintracht Francoforte: 2021-2022